# Référendum constitutionnel centrafricain de 2023
Le référendum constitutionnel centrafricain de 2023 a lieu le 30 juillet 2023 afin de permettre à la population de la République centrafricaine de se prononcer sur l'adoption d'une nouvelle Constitution devant remplacer celle de 2015.
Portée par le président Faustin-Archange Touadéra, la nouvelle Constitution vise essentiellement à permettre à ce dernier de se présenter pour un troisième mandat présidentiel, ce que la Constitution de 2015 lui interdit. Le quinquennat présidentiel renouvelable une seule fois est ainsi remplacé par un septennat renouvelable indéfiniment.
Le référendum est jugé illégitime par l'opposition, qui appelle les électeurs au boycott. La nouvelle Constitution est par conséquent approuvée à une écrasante majorité de plus de 95 % des suffrages exprimés. Elle entre en vigueur le 30 août 2023.

## Contexte

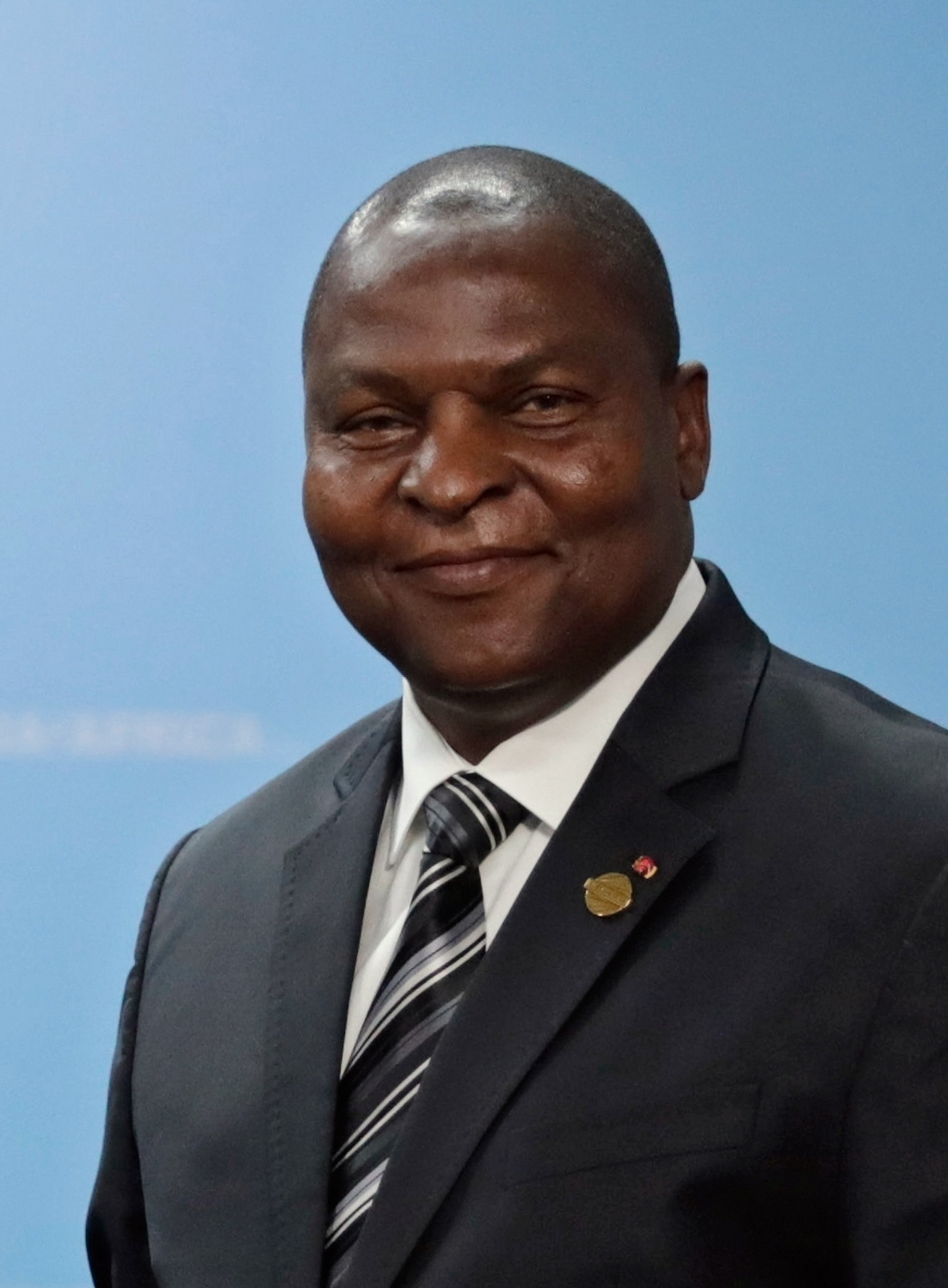
Faustin-Archange Touadéra

Élu en 2016 et réélu en 2020, le président Faustin-Archange Touadéra ne peut se porter candidat lors de la prochaine élection présidentielle prévue en 2025, la Constitution centrafricaine de 2015 interdisant explicitement au chef de l’État de briguer un troisième mandat. L'article 35 dispose ainsi qu'« En aucun cas, le Président de la République ne peut exercer plus de deux mandats consécutifs ou le proroger pour quelque motif que ce soit. »
Par le biais de son parti, le Mouvement Cœurs unis (MCU), qui détient la majorité relative à l'Assemblée nationale, Touadéra initie en 2022 un projet de mise en place d'un comité chargé de mettre en œuvre un changement de Constitution, ce qui abolirait la limite à deux mandats. Le MCU initie dans un premier temps une pétition en faveur de l'écriture d'une nouvelle Constitution pour laquelle il revendique plus de 600 000 signatures, avant d'organiser le 29 avril 2022 des manifestations dans plusieurs localités. Ces démonstrations de soutiens permettent à Touadéra de se présenter en défenseur de la souveraineté du pays lors du discours de la fête de l'indépendance le 12 août suivant, au cours duquel il annonce vouloir répondre aux « aspirations du peuple »,. À l'issue d'un conseil des ministres extraordinaire organisé trois jours plus tard, le gouvernement déclare avoir l'assentiment de l'Assemblée nationale pour doter un comité du pouvoir constituant en vue de la rédaction d'une nouvelle loi fondamentale. Le comité créé par décret présidentiel le 19 août est composé de 55 membres, tous nommés par le chef de l’État. Ces évènements provoquent une levée de boucliers dans l'opposition, réunie au sein du Bloc républicain pour la défense de la Constitution (BRDC), qui souligne que le président n'avait jamais évoqué le « besoin » d'un tel changement au cours de ses campagnes électorales des deux dernières élections présidentielles, et qualifie par conséquent le projet de « supercherie » et d'« imposture politique »,. La première séance du comité le 15 septembre est ainsi précédée du dépôt par le BRDC d'un recours auprès de la Cour constitutionnelle,.
Le décret de convocation du comité est jugé inconstitutionnel le 23 septembre 2022 par la Cour constitutionnelle, ses membres jugeant qu'un processus de réforme constitutionnelle ne peut être déclenché sans l'assentiment du Sénat, prévu par la Constitution de 2016 mais n'ayant toujours pas été mis en place. La cour rappelle par ailleurs au président Touadéra sa prestation de serment, qui l'avait vue jurer sur la Bible et devant la nation qu'il ne réviserait ni le nombre de mandats ni leur durée. Visée au cours de ses délibérations par des menaces de mort et des manifestations hostiles organisées devant son siège, au point de nécessiter le déploiement des forces de l'ordre et d'unités de Casques bleus de la MINUSCA, la cour annonce dans la foulée l'ouverture de procédures judiciaires à l'encontre de plusieurs auteurs de ces menaces, dont Évariste Ngamana. Ce dernier est alors à la fois vice-président de l'assemblée nationale, porte-parole du MCU et président du comité issu du décret présidentiel,,.
Dès le mois suivant, le 19 octobre, la présidente de la cour Danièle Darlan est mise à la retraite d'office par décret présidentiel. Bien qu'inconstitutionnelle — l'article 102 de la Constitution dispose que les membres de la Cour constitutionnelle sont inamovibles pendant la durée de leur mandat de sept ans, dont seuls peuvent mettre fin le décès, la démission ou l'empêchement définitif prononcé par la Cour — cette manœuvre aboutit finalement, Danièle Darlan étant mise devant le fait accompli par le gouvernement, qui place le vice-président de la Cour, Jean-Pierre Waboe, à sa présidence par intérim. Après plusieurs jours de tensions et malgré un rappel de la Constitution de la part du reste de la Cour envers le gouvernement, Danièle Darlan annonce le 31 octobre renoncer à s'opposer à sa mise à l'écart, tout en refusant de la reconnaitre comme légitime,,. Lors d'un entretien avec des journalistes du journal Le Monde au cours duquel elle affirme « préférer le limogeage à la compromission », elle révèle avoir reçu la visite en 2022 du chargé d’affaires de l’ambassade de Russie, qui lui aurait demandé « Comment faire pour que le président Touadéra reste au pouvoir ? ».
Le 25 décembre 2022, l'assemblée vote une loi encadrant l'organisation du futur référendum constitutionnel, qui est cette fois ci jugée conforme le 20 janvier 2023 par la Cour constitutionnelle, saisie par le président de la république lui-même,. Saisi par l'opposition, le conseil d’État se déclare quant à lui incompétent pour examiner l'affaire.
Trois mois plus tard, le 30 mai, lors d'un discours à la nation au cours duquel il affirme que « Rien n’est au-dessus du peuple souverain. Le peuple est au-dessus de la Constitution », Faustin-Archange Touadéra annonce la convocation par décret du référendum. Celui-ci est fixé au 30 juillet suivant, précédé d'une période de campagne du 15 au 28,,. Par manque de fonds, les élections municipales prévues le 16 juillet sont reportées à une date indéterminée, l'Autorité nationale des élections (ANE) faisant face au désengagement de l'ONU et des bailleurs internationaux qui refusent de s'associer au projet référendaire. Le budget d'organisation du référendum est ainsi estimé à 3,5 milliards de Franc CFA (environ 5 millions d'euros).

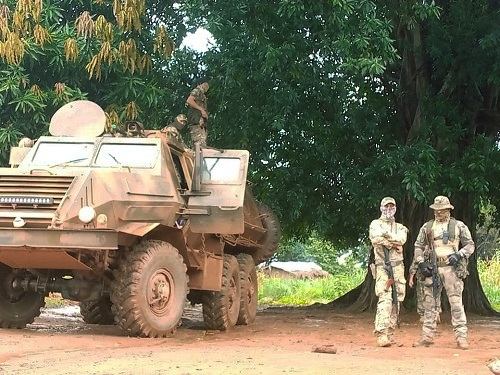
Soldats du Groupe Wagner en Centrafrique en 2022

Cette décision est vivement critiquée par le BRDC,. L'opposition juge ainsi la Cour « aux ordres » du président, sa décision « illégitime » et « sans valeurs », et accuse Faustin-Archange Touadéra de vouloir devenir « président à vie »,,. Cette accusation fait alors directement référence à Jean-Bedel Bokassa, autoproclamé président à vie en 1972. Le BRDC organise une marche de protestation le 14 juillet dans la capitale Bangui malgré son interdiction par le gouvernement. Ce dernier justifie son refus par la situation sécuritaire du pays et le caractère « subversif » de la manifestation,.
La convocation du référendum intervient peu avant le rappel « temporaire » d'une grande partie des troupes du groupe paramilitaire Wagner sous la pression du gouvernement russe dans le contexte de l'invasion de l'Ukraine par la Russie et de la rébellion du groupe contre le président Vladimir Poutine courant juin 2023. Cette situation est suivie de très près par le gouvernement centrafricain, qui s'appuie alors sur les troupes de Wagner pour sécuriser plusieurs régions du pays et y organiser le référendum. Le départ de troupes est vivement démenti par le gouvernement, qui affirme qu'il ne s'agit que d'une simple rotation ayant permis l'arrivée de plusieurs centaines de combattants « expérimentés ».
Dénonçant un « coup d'État institutionnel », le BRDC appelle au boycott du scrutin. Après avoir initialement appelé à voter non, le Mouvement démocratique pour le renouveau centrafricain (MDREC) et l'Union nationale démocratique pour le progrès (UNDP) finissent par se ranger à leur tour sur la position du boycott,. Les partis membres du BRDC font en retour l'objet d'intimidations de la part du gouvernement. Le porte-parole d'un de ses partis membres, Serge Gbabyombo, de l'Union pour le renouveau centrafricain (URCA), est ainsi arrêté par des éléments de la garde présidentielle le 24 juillet pour son implication dans la campagne de boycott, avant d'être libéré. Outre les partis politiques, la répression touche les associations de la société civile et les médias, Touadéra allant jusqu'à lui-même accuser les opposants de faire partie d'une organisation criminelle et d'être proches des groupes rebelles.

## Objet

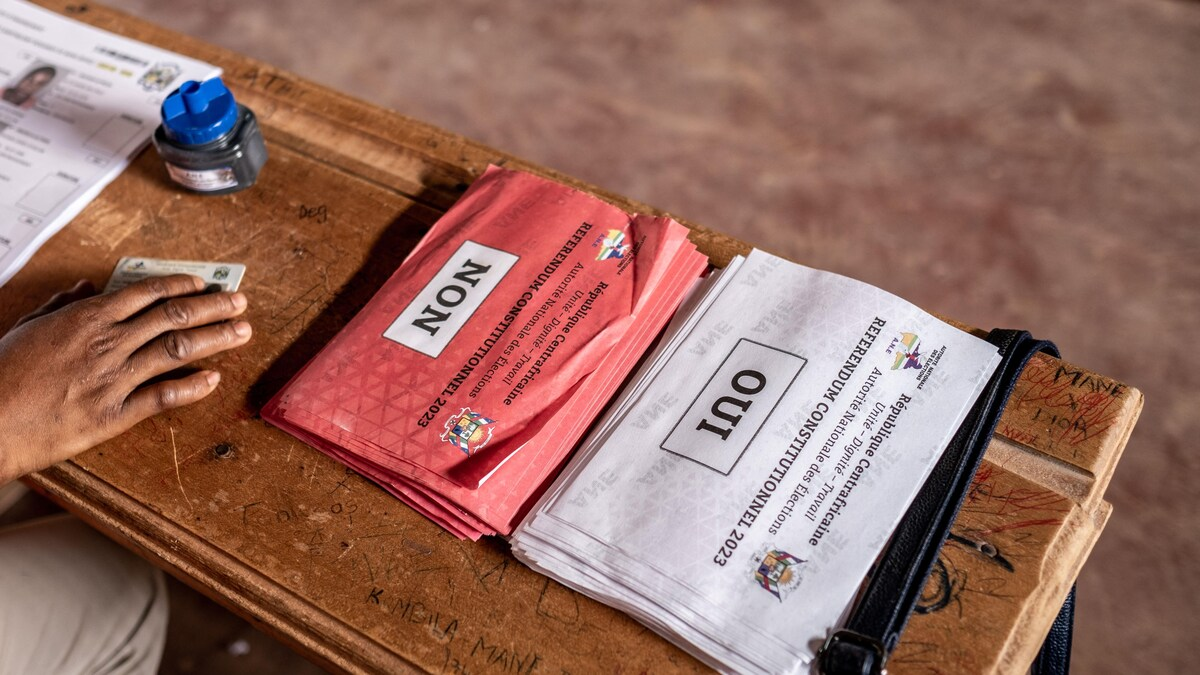
Bulletins de vote utilisés

Si le référendum est convoqué dès le 30 mai, le projet de nouvelle Constitution n'est rendu public que le 10 juillet, moins de trois semaines avant sa mise au vote.
« Taillé sur mesure » pour maintenir au pouvoir le président Faustin-Archange Touadéra, le projet remplace notamment le quinquennat présidentiel renouvelable une seule fois par un septennat renouvelable indéfiniment,. Les binationaux se voient par ailleurs interdits de concourir à une élection présidentielle, dont les candidats doivent obligatoirement être « centrafricain d'origine », être propriétaires en Centrafrique, y résider depuis au moins deux ans, et être titulaires d'un diplôme universitaire,. Un poste de vice-président est également créé. Nommé par le président, celui-ci a pour rôle de le suppléer et, en cas de vacance permanente du pouvoir, lui succéder afin d'organiser une élection présidentielle sous trois mois.
Le terme « Centrafricain d'origine » utilisé à de nombreuses reprises dans le texte de la nouvelle Constitution est initialement défini comme l'individu de nationalité centrafricaine de naissance, dont les deux parents sont eux-mêmes de nationalité centrafricaine de naissance, de parents de nationalité centrafricaine. Cette définition très restrictive de la nationalité, comparée à l'ivoirité, provoque de vives critiques dans un pays ayant connu plusieurs guerres civiles entre groupes justifiant leurs exactions en accusant leurs adversaires d'« étrangers », au point que le texte est finalement amendé en pleine campagne, à trois jours du vote. Le Centrafricain d'origine est ainsi défini comme né de deux parents centrafricains, ayant eux-mêmes obtenu cette nationalité de naissance, mais sans que leurs parents aient nécessairement été eux-mêmes centrafricains. 
Le Sénat, jamais mis en place depuis la promulgation de la Constitution de 2015, est finalement supprimé. Est créée à la place une « Chambre des chefferies traditionnelles » dédiée à la valorisation des us et coutumes.
Le projet est également remarqué pour sa refonte de la Cour constitutionnelle au profit du gouvernement. Auparavant composée de 9 membres nommés dont un respectivement par le président de la République, le président de l'Assemblée nationale et celui du Sénat, et six par les corporations juridiques à raison de deux magistrats, deux avocats et deux enseignants chercheurs en leur sein, la Cour est désormais composée de 11 membres, dont 3 nommés par le président de la République, 3 par l'Assemblée nationale, et 5 par les corporations juridiques. Outre la suppression de l'obligation de parité homme/femme, cette refonte inverse ainsi la majorité au profit des membres issus des nominations du gouvernement,,,.
Enfin, l'Assemblée nationale perd le contrôle sur les contrats miniers, au profit du président de la République. Ce dernier a ainsi la main libre sur cette importante source de revenu, qui permet notamment au gouvernement de se payer les services des miliciens du groupe Wagner.

## Résultats
| Choix                  | Votes     | %     |
| ---------------------- | --------- | ----- |
| Pour                   | 960 660   | 95,03 |
| Contre                 | 50 235    | 4,97  |
|                        |           |       |
| Votes valides          | 1 010 895 | 95,06 |
| Votes invalides        | 47 152    | 4,43  |
| Votes blancs           | 5 428     | 0,51  |
| Total                  | 1 063 475 | 100   |
| Abstention             | 794 755   | 42,77 |
| Inscrits/Participation | 1 858 230 | 57,23 |

## Analyse et conséquences
La présence des troupes du groupe Wagner permet au gouvernement de sécuriser le vote, qui se déroule dans le calme,. Les résultats provisoires sont rendus publics le 8 août, et suivis de la proclamation des résultats définitifs par la Cour constitutionnelle le 20 août 2023. Comme attendu dans un contexte de boycott du scrutin par les opposants au texte, le projet de nouvelle Constitution reçoit plus de 95 % des suffrages exprimés, pour un taux de participation officiel de 57 %,,. Cette dernière est jugée fantaisiste par l'opposition, qui affirme qu'elle a en réalité été de l'ordre de 10 à 13 %, et que des bureaux de vote ne contenaient même pas de bulletins pour voter Non,,.
La nouvelle constitution est promulguée le 30 août 2023 par décret présidentiel, et entre en vigueur le jour même,. Elle permet au président Faustin-Archange Touadéra de se présenter pour un troisième mandat lors de l'élection présidentielle prévue en 2025. La nouvelle interdiction faite aux candidats à la présidence de posséder une double nationalité élimine par ailleurs de la course son opposant le plus sérieux, Anicet-Georges Dologuélé, alors en exil en France.